# Josef Doležal
Josef Doležal (Příbram, 12 dicembre 1920 – Praga, 28 gennaio 1999) è stato un marciatore cecoslovacco.

## Palmarès

### Olimpiadi
- Argento a Helsinki 1952 nella marcia 50 km.

### Europei
- Oro a Berna 1954 nella marcia 10 km.
- Argento a Berna 1954 nella marcia 50 km.